# Heinz-Otto Schultze
Heinz-Otto Schultze (Kiel, Imperio Alemán, 13 de septiembre de 1915-océano Atlántico Sur, 25 de noviembre de 1943) fue un comandante de submarinos —U-Boot— alemán que sirvió a la Kriegsmarine durante la Segunda Guerra Mundial. Estuvo al mando de los submarinos U 4, U 141, U 432 y U 849.

## Carrera

### Historia

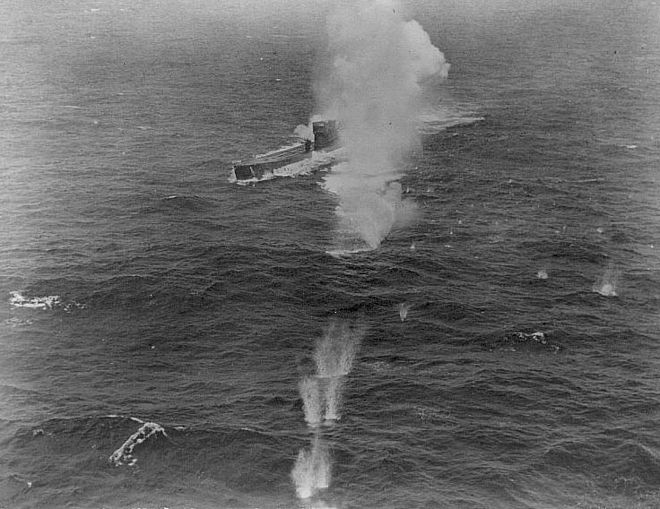
U-849 bajo el ataque de un B-24 Liberator el 25 de noviembre de 1943.

Schultze provenía de una familia de militares alemanes y su padre fue el Almirante Otto Schultze, que sirvió a la Kaiserliche Marine durante la Primera Guerra Mundial y a la Kriegsmarine durante la Segunda Guerra Mundial, donde también fue comandante de U-Boot. 
Heinz-Otto Schultze inició su carrera militar en abril de 1934 y, más tarde fue transferido a una unidad de U-Boot en mayo de 1937. Sirvió como oficial en el U 31. Estuvo a cargo de los submarinos-escuela U 4 y U 141 hasta marzo de 1941. Fue el comandante del U 432 entre abril de 1941 y enero de 1943,  donde hundió y dañó veintidós barcos con un total de 83 657 toneladas. Mientras dirigía el U 432, el submarino hundió los barcos brasileños Buarque y Olinda.
Así mismo el submarino de largo alcance U 49 clase Tipo IXD, que en su primera misión luego de estar 55 días en el mar, fue hundido en la región central del océano Atlántico Sur por un B-24 Liberator que partió desde la base militar de Parnamirim, en el estado brasileño de Río Grande del Norte. El submarino no resistió el ataque y no hubo sobrevivientes.

### Rangos
| Fecha                    | Rango obtenido       |
| ------------------------ | -------------------- |
| 8 de abril de 1934       | Offiziersanwärter    |
| 26 de septiembre de 1934 | Seekadett            |
| 1 de julio de 1935       | Fähnrich zur See     |
| 1 de enero de 1937       | Oberfähnrich zur See |
| 1 de abril de 1937       | Leutnant zur See     |
| 1 de abril de 1939       | Oberleutnant zur See |
| 1 de noviembre de 1941   | Kapitänleutnant      |